# Кофейное молоко
Кофейное молоко (с англ. — «Coffee milk») — напиток, приготовленный путём смешивания кофейного сиропа или экстракта с молоком. С 1993 года он является официальным государственным напитком американского штата Род-Айленд.

## История
Хотя точное происхождение кофейного молока неизвестно, несколько источников связывают его с итальянскими иммигрантами 19 века, проживавшими в Провиденсе. В конце 19-го и начале 20-го веков около 55 000 итальянских иммигрантов приехали туда, знакомя Род-Айленд со своими обычаями; это включало употребление подслащённого кофе с молоком, что привело к созданию кофейного молока.
Кофейное молоко появилось в американских закусочных в начале 20 века. Считается, что первый кофейный сироп был создан оператором автомата с газированной водой, который подсластил оставшуюся кофейную гущу молоком и сахаром, чтобы получился сироп, а затем разлил его по стаканам с молоком. В 1930-х годах кофейное молоко регулярно подавали детям и подросткам в качестве альтернативы горячему кофе, который подавали их родителям.
Считается, что «Autocrat» — самый популярный бренд кофейных сиропов в Род-Айленде. Другие бренды, такие как «Dave’s Coffee» и «Morning Glory», предлагают кофейные сиропы с желаемыми потребительскими качествами, например, без кукурузного сиропа с высоким содержанием фруктозы или искусственных красителей.
В 1993 году Генеральная ассамблея штата Род-Айленд приняла решение изменить статус напитка штата, предложив два возможных варианта — кофе с молоком и лимонад компании «Del’s». В итоге кофе с молоком одержал победу и был официально признан напитком штата 29 июля 1993 года.

## Кофейный сироп
Кофейный сироп — подслащённый кофейный концентрат, который является главным ингредиентом кофейного молока.
Кофейный сироп получают путём процеживания горячей воды и сахара через кофейную гущу или варки большого количества горячего кофе с добавлением в него сахара. Способ получения кофейного сиропа холодным способом включает замачивание измельчённых кофейных зёрен на некоторое время, а затем добавление сахара.

## Похожие напитки
Существует похожий напиток на основе молочного коктейля и мороженого, который встречается почти исключительно в Род-Айленде и юго-восточной части Массачусетса и состоит из кофейного мороженого, кофейного сиропа и молока.
В декабре 2013 года компания «Narragansett Brewing Company» вместе с «Autocrat Coffee» выпустила на рынок лимитированный «кофейно-молочный стаут».
Летом 2015 года компания «Warwick Ice Cream» вместе с «Autocrat Coffee» выпустила кофейно-молочное мороженое.